# Angus MacLise
Angus William MacLise (ur. 14 marca 1938 w Bridgeport, zm. 21 czerwca 1979 w Katmandu) – amerykański perkusista, kompozytor, mistyk, szaman, poeta, okultysta i kaligraf. Na początku istnienia zespołu The Velvet Underground był jego pierwszym perkusistą.
Razem z m.in. Johnem Cale’em był członkiem Theater of Eternal Music La Montego Younga. Jako uczeń Aleistera Crowleya pomagał w pisaniu scenariusza do ekranizacji jego książki Diary of a Drug Fiend.